# Rosalie (Bligg-Lied)
Rosalie ist ein Mundart-Song des Schweizer Rappers Bligg aus dem Jahr 2008. Die Musik und der Text stammen von Bligg (Marco Bliggensdorfer) sowie Roman Camenzind, Fred Herrmann und Walter Alder.

## Inhalt und Erfolge
Das Stück handelt von einem charmanten Rosenverkäufer, der in einem Café von Tisch zu Tisch läuft und einsamen Frauen Hoffnungen macht, bevor sich herausstellt, dass er die Rosen nur verkauft. Rosalie stieg am 26. Oktober 2008 auf Platz 21 der Schweizer Hitparade ein und in der Woche vom 15. Februar 2009 und 8. März 2009 erreichte es seine Höchstposition mit Platz 5. Im Jahr 2015 wurde das Lied von MultiKulti-SchwiizerCHind & Salvo gecovert.